# Ochyrotica borneoica
Ochyrotica borneoica là một loài bướm đêm thuộc họ Pterophoridae. Nó được tìm thấy ở Borneo và quần đảo Sulu.